# Eugenio Córdoba Aguirregaviria
Eugenio de Córdoba y Aguirregaviria (Madrid, siglo xix-Madrid, 1936) fue un periodista español.

## Biografía
Era hijo del maestro de escuela Eugenio Córdoba Hernando y de Carmen Aguirregaviria y Díaz de Berricano, originaria de Salinas de Léniz. La familia se había trasladado de Vitoria a Madrid en la década de 1890. Su padre falleció en 1912, siendo él aún joven.
Comprometido políticamente con el carlismo, fue administrador del semanario jaimista El Cruzado Español y redactor del mismo. Escribió un libro sobre la toma de Laguardia durante la tercera guerra carlista, editado en 1929 y publicado en el folletín de El Cruzado Español.
Desde 1929 hizo propaganda de la prensa tradicionalista en Madrid y otras ciudades de España, animando a sus simpatizantes a suscribirse a los periódicos carlistas. En 1930 presidió la Agrupación de «Los Propagandistas de la Causa».
Al estallar la guerra civil española, fue hecho prisionero por las autoridades republicanas y posteriormente asesinado.
Uno de sus hermanos, el capitán de Intendencia José Córdoba Aguirregabiria, también fue ejecutado en Guadalajara el 20 de noviembre de 1936 y está en proceso de beatificación.

## Obras
- Páginas de la guerra. La toma de Laguardia. Datos e impresiones (1929),[11][12] con prólogo de Modestinus.